# Max Urdemales en la Recta Provincia
Max Urdemales en la Recta Provincia es una novela juvenil de aventura sobrenatural escrita por el periodista y novelista chileno Francisco Ortega. La novela fue publicada por la editorial Planeta Lector, división de Editorial Planeta, en julio de 2017. Es el segundo volumen de la Trilogía Urdemales, serie que comienza con Max Urdemales, abogado sobrenatural (2015) y que concluirá con Max Urdemales contra los Reptilianos Illuminatis.
La novela continúa narrando las vivencias de Max Urdemales, hijo de Pedro Urdemales, dentro del mundo oculto de los Cuartos Nacidos, híbridos, o comúnmente conocidos como monstruos; esta vez Max tendrá que hacer frente a su madre mientras trata de rescatarla de una asociación de brujos ocultos en el sur de Chile.

## Argumento
Un tiempo después de su conflicto contra Noé, Max ya se encuentra ambientado como abogado de los Cuartos Nacidos o monstruos, mientras trata de mantener una vida normal de un joven de 14 años. Max está a la espera de conocer a su madre: Remiel, un ángel, pero su encuentro se ve interrumpido por miembros de la Mayoría, una asociación de brujos malvados del sur de Chile quienes secuestran a su madre debido a su raza: ser un ángel.
Max, con la ayuda de su amigo Farnerd, un dragón oculto como compañero de colegio, Lanahue, una sirena, y Linco, un joven trauco, emprenderán una aventura a un mundo oculto en medio del sur de Chile con el fin de salvar a Remiel de ser asesinada en medio de un rito que le daría el poder absoluto sobre la Tierra a los brujos.

## Personajes
- Maximiliano «Max» Urdemales, joven de 14 años, hijo de Pedro Urdemales, quien se está haciendo cargo del puesto de su padre: defensor de los monstruos. En esta ocasión Max deberá hacer frente a una agrupación de brujos que secuestraron a su madre, Remiel, y planean asesinarla.
- Fafner «Fafnerd» Drakensberg, Dragón güiverno noruego amigo de Max Urdemales, quien lo acompaña a lo largo de su aventura por Isla Mocha y la Recta Provincia.
- Lanalhue, joven sirena hija de la Pincoya. Hermana de Linco y nuevo interés amoroso de Max. Lanahue se encarga de guiar a Max y su equipo hacia la Recta Provincia.
- Linco, joven trauco y hermano de Lanalhue.
- Remiel, Ángel y madre de Max. Remiel es secuestrada por la ursula del sur o chonchones, quienes buscan asesinarla.
- Messi el mejor amigo de la  euchi  junto a Ronaldo. y el pepe
- Machupichupi enemigo de max con poderes especiales